# Вошъюган (приток Мозяма)
Вошъюган (устар. Вош-Юган) — река в России, протекает по Белоярскому району Ханты-Мансийского АО. Устье реки находится в 1 км от устья реки Мозям по левому берегу. Длина реки — 31 км.

## Данные водного реестра
По данным государственного водного реестра России относится к Нижнеобскому бассейновому округу, водохозяйственный участок реки — Обь от впадения Иртыша до впадения реки Северная Сосьва, речной подбассейн реки — бассейны притока Оби от Иртыша до впадения Северной Сосьвы. Речной бассейн реки — (Нижняя) Обь от впадения Иртыша.